# Théodard Nizier
Hermano Théodard Nizier fue un hermano lasaliano que fue el primero en traer la orden de los colegios cristianos a la isla de Menorca, fundando en 1905 La Salle Mahón de la que sería su primer director. 
El 8 de diciembre de 1905 llegó a la isla acompañado por los hermanos Théodome Gabriel y Théodomir Regisel el mismo día se instituye la primera Comunidad de Hermanos de La Salle en la isla de Menorca. El 2 de enero de 1906, apenas un mes después de la llegada de los tres hermanos, Nizier abrirá las puertas del primer colegio de San Juan Bautista de la Salle en la isla de Menorca. 